# Lumière dans la nuit
Pour l’article ayant un titre homophone, voir Lumières dans la nuit.

Lumière dans la nuit (en anglais Light in the Night) est un court métrage réalisé en 2010 par Pierre-Luc Lafontaine.
Il a été tourné en une nuit.

## Sélections officielles / Festivals
- 2011 : Worldwide Short Film Festival, Toronto, Canada
- 2011 : Short Film Corner, Festival de Cannes - SODEC / Quebec Shorts Selection
- 2011 : REGARD – Saguenay International Short Film Festival, Saguenay, Canada
- 2011 : Fantasia International Film Festival, Montreal, Canada
- 2011 : Prends ça Court!, Montreal, Canada

## Prix
- 2011 : Prix meilleur scénario / Best Scenario Prize pour le court-métrage Lumière dans la nuit, Festival REGARD – Saguenay International Short Film Festival.[réf. souhaitée]
- 2011 : Prix Magra - pour la réalisation du court-métrage Lumière dans la nuit, décerné aux Prix PRENDS ÇA COURT!